# Grands Prix automobiles de la saison 1947
1946 1948

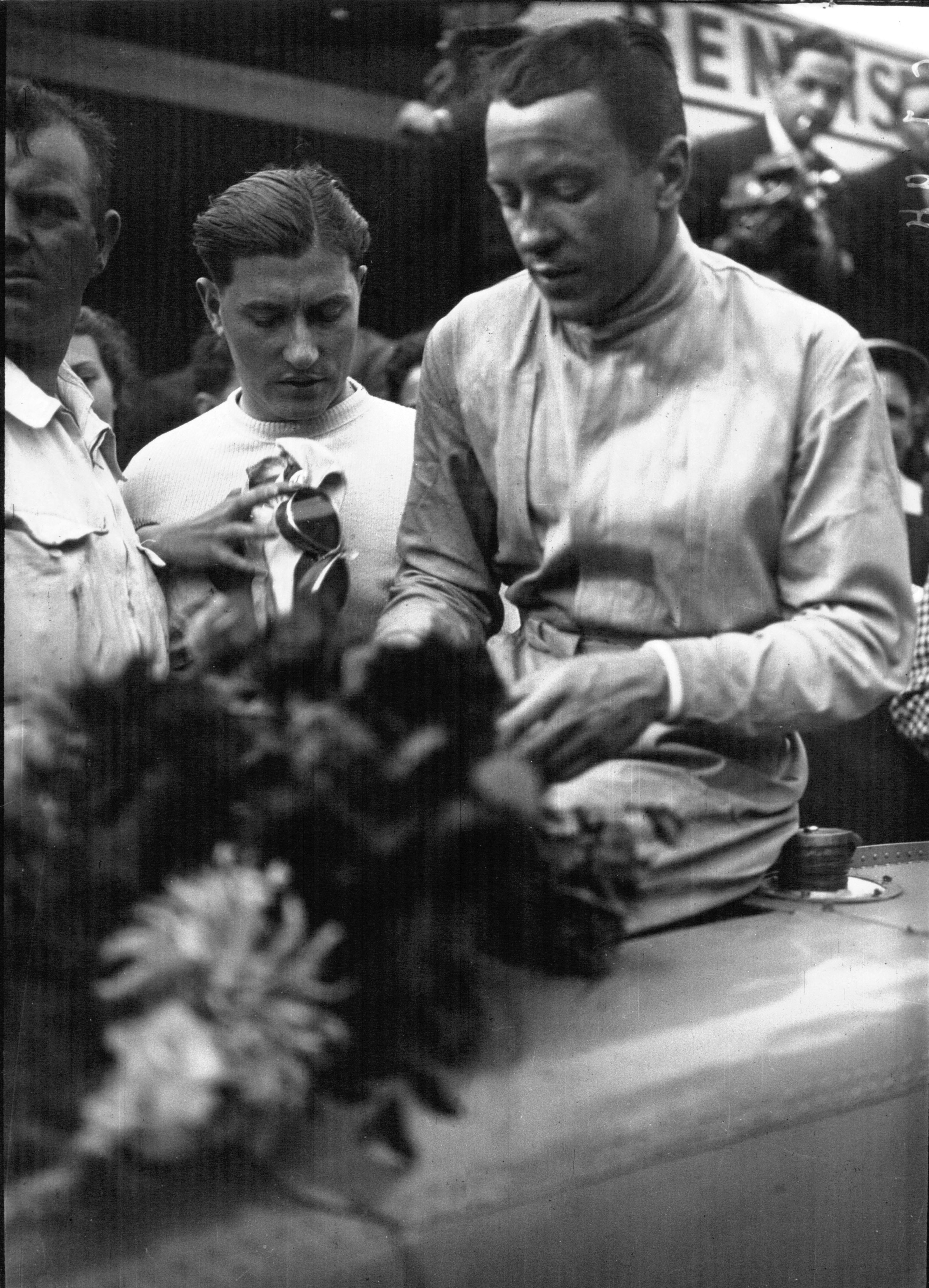

La saison de Grands Prix automobiles 1947 voit la victoire de Luigi Villoresi qui remporta six Grands Prix. Il s'agit de la deuxième saison de Grands Prix après la Seconde Guerre mondiale.

## Grands Prix de la saison

### Grandes épreuves
| Grand Prix             | Circuit           | Date         | Pilote vainqueur    | Constructeur vainqueur | Résultats |
| ---------------------- | ----------------- | ------------ | ------------------- | ---------------------- | --------- |
| Grand Prix de Suisse   | Bremgarten        | 8 juin       | Jean-Pierre Wimille | Alfa Romeo             | Résultats |
| Grand Prix de Belgique | Spa-Francorchamps | 29 juin      | Jean-Pierre Wimille | Alfa Romeo             | Résultats |
| Grand Prix d'Italie    | Parco Sempione    | 7 septembre  | Carlo Felice Trossi | Alfa Romeo             | Résultats |
| Grand Prix de France   | Lyon-Parilly      | 21 septembre | Louis Chiron        | Talbot                 | Résultats |

### Autres Grands Prix
| Nom                              | Circuit          | Date         | Pilote vainqueur      | Constructeur vainqueur | Résultats |
| -------------------------------- | ---------------- | ------------ | --------------------- | ---------------------- | --------- |
| Grand Prix de São Paulo          | Interlagos       | 5 janvier    | Chico Landi           | Alfa Romeo             | Résultats |
| Grand Prix d'hiver de Suède      | Rommehed         | 9 février    | Reg Parnell           | ERA                    | Résultats |
| Grand Prix du Général Juan Perón | Retiro           | 9 février    | Luigi Villoresi       | Maserati               | Résultats |
| Grand Prix d'Eva Duarte Perón    | Retiro           | 16 février   | Luigi Villoresi       | Maserati               | Résultats |
| Grand Prix de Stockholm          | Vallentuna       | 23 février   | Reg Parnell           | ERA                    | Résultats |
| Grand Prix de Rosario            | Rosario          | 2 mars       | Achille Varzi         | Alfa Romeo             | Résultats |
| Grand Prix de Gezira             | Gezira           | 9 mars       | Franco Cortese        | -                      | Résultats |
| Grand Prix de Rafaela            | Rafaela          | 20 mars      | Oscar Alfredo Gálvez  | Alfa Romeo             | Résultats |
| Grand Prix d'Interlagos          | Interlagos       | 30 mars      | Achille Varzi         | Alfa Romeo             | Résultats |
| Grand Prix de Pau                | Pau              | 7 avril      | Nello Pagani          | Maserati               | Résultats |
| Grand Prix de Rio de Janeiro     | Gávea            | 21 avril     | Chico Landi           | Alfa Romeo             | Résultats |
| Grand Prix du Roussillon         | Perpignan        | 27 avril     | Eugène Chaboud        | Talbot                 | Résultats |
| Jersey Road Race                 | Saint-Hélier     | 8 mai        | Reg Parnell           | Maserati               | Résultats |
| Grand Prix de Marseille          | Prado            | 18 mai       | Eugène Chaboud        | Talbot                 | Résultats |
| Grand Prix des Frontières        | Chimay           | 25 mai       | Yves Giraud-Cabantous | Maserati               | Résultats |
| Grand Prix de Nîmes              | Nîmes-Courbessac | 1er juin     | Luigi Villoresi       | Maserati               | Résultats |
| Challenges AGACI                 | Montlhéry        | 8 juin       | Maurice Varet         | Delage                 | Résultats |
| Grand Prix de Reims              | Reims-Gueux      | 6 juillet    | Christian Kautz       | Maserati               | Résultats |
| Gransden Lodge                   | Gransden Lodge   | 12 juillet   | Dennis Poore          | Alfa Romeo             | Résultats |
| Grand Prix d'Albi                | Albi             | 13 juillet   | Louis Rosier          | Talbot                 | Résultats |
| Grand Prix de Bari               | Lungomare        | 13 juillet   | Achille Varzi         | Alfa Romeo             | Résultats |
| Grand Prix de Bell Ville         | Bell Ville       | 13 juillet   | Oscar Alfredo Gálvez  | Alfa Romeo             | Résultats |
| Grand Prix de Nice               | Nice             | 20 juillet   | Luigi Villoresi       | Maserati               | Résultats |
| Grand Prix d'Alsace              | Strasbourg       | 3 août       | Luigi Villoresi       | Maserati               | Résultats |
| Ulster Trophy                    | Ballyclare       | 9 août       | Bob Gerard            | ERA                    | Résultats |
| Grand Prix du Comminges          | Saint-Gaudens    | 10 août      | Louis Chiron          | Talbot                 | Résultats |
| Grand Prix de Montevideo         | Playa Ramirez    | 17 août      | Oscar Alfredo Gálvez  | Alfa Romeo             | Résultats |
| British Empire Trophy            | Douglas          | 21 août      | Bob Gerard            | ERA                    | Résultats |
| Grand Prix de Mar del Plata      | El Torreon       | 21 septembre | Oscar Alfredo Gálvez  | Alfa Romeo             | Résultats |
| Grand Prix de Lausanne           | Lausanne         | 5 octobre    | Luigi Villoresi       | Maserati               | Résultats |
| Grand Prix d'Australie           | Bathurst         | 6 octobre    | Bill Murray           | MG                     | Résultats |
| Coupe du Salon                   | Montlhéry        | 16 novembre  | Yves Giraud-Cabantous | Talbot                 | Résultats |